# Triptych
Triptych (1982-1989) était une jument de course pur-sang anglais, née aux États-Unis de l'union de Riverman et Trillion, par Hail to Reason. Propriété d'Alan Clore et Peter Brant, elle fut successivement entraînée par David Smaga, David O'Brien et Patrick Biancone. 

## Carrière de courses
Triptych commence à faire parler d'elle avant même ses débuts en compétition. Ses origines prestigieuses (voir plus bas), lui valent un engouement certain aux ventes de yearlings de Keenland, alors en pleine euphorie économique : le marteau tombe à 2,15 millions de dollars pour la pouliche, qui prend la direction de la France. 
Elle débute à 2 ans une carrière exceptionnelle par sa longévité, ponctuée par rien moins que neuf succès au niveau Groupe 1. En 1984, elle fait déjà partie des meilleures grâce à sa spectaculaire victoire dans le Prix Marcel Boussac, consécutive à un accessit d'honneur dans le Prix d'Aumale (Gr.3) derrière la future grande poulinière Coup de Folie. Elle est sacrée meilleure 2 ans européenne devant la surdouée britannique Oh So Sharp. Au printemps suivant, passée des boxes de David Smaga à ceux de l'Irlandais David O'Brien, elle commence à faire parler d'elle dans les Îles Britanniques, où elle bâtira l'essentiel de son pléthorique palmarès. Après une victoire dans une préparatoire réservée aux pouliches (les Irish 1000 Guineas Trial Stakes), elle se manque dans les 1000 Guinées (septième de Oh So Sharp), mais réalise une performance historique en devenant la première femelle à devancer les mâles dans les 2000 Guinées Irlandaises, exploit jamais réédité depuis dans cette course créée en 1921. Dans la foulée, elle échoue à réaliser un invraisemblable doublé avec les 1000 Guinées irlandaises (cinquième), puis elle monte de distance et s'élance dans les Oaks, où elle est battue seulement par Oh So Sharp, autre fer de lance d'une génération où les femelles étaient sans doutes supérieures aux mâles, Oh So Sharp parvenant d'ailleurs à boucler la Triple Couronne des pouliches en dominant les mâles dans le St. Leger. Demeurée sur le sol anglais tout l'été, elle prend le deuxième accessit dans la Benson and Hedges Gold Cup, avant une expédition canadienne qui se termine par un classement identique dans les Rothmans International Stakes. En 1985, Triptych avait prouvé qu'elle possédait la dimension classique et le coffre pour se joindre aux grandes joutes intergénérations. 
Restée à l'entraînement à quatre ans, et désormais entraînée par le Français Patrick Biancone, elle se montre constante au plus haut niveau tout au long de l'année, même si elle décroche son groupe 1 uniquement en septembre, dans les Champion Stakes. Auparavant, elle termine deuxième de la Coronation Cup, des Eclipse Stakes (derrière le crack Dancing Brave) et de la Benson and Hedges Gold Cup. Si les 2000 mètres semblent pour elle la distance idéale, elle se montre tout aussi à l'aise sur la distance classique, comme en témoignent ses deux places de troisième dans les épreuves reines pour 3 ans et plus sur 2400 mètres, les King George et le Prix de l'Arc de Triomphe, toutes deux enlevées cette année-là par Dancing Brave. En 1986, elle est naturellement sacrée meilleure jument d'âge en Europe.
Elle obtient la même récompense l'année suivante, qui la verra enlever pas moins de cinq Groupe 1. Si au printemps elle remporte le Prix Ganay, elle court encore la plupart de ses courses outre-Manche. Elle réalise le doublé dans les Champion Stakes en septembre et ajoute à son phénoménal palmarès la Coronation Cup, les Irish Champion Stakes et la Benson and Hedges Gold Cup. En revanche, elle ne peut faire mieux que son classement de 1986 dans les King George et le Prix de l'Arc de Triomphe, troisième à nouveau, tout comme dans les Eclipse Stakes. Mais ce n'est pas fini. Maintenue sur les pistes à 6 ans, alors que la plupart des chevaux nés en 1982 ont depuis longtemps rejoint le haras, elle se montre infatigable, signant un doublé dans la Coronation Cup. Lauréate également du Prix du Prince d'Orange à Paris, elle fait l'arrivée de trois Groupe 1 (troisième du Prix Ganay, des Eclipse Stakes et des Irish Champion Stakes). 
Elle se retire fin 1988, après avoir atteint le chiffre astronomique de 41 sorties en compétition, ce qui est rarissime à ce niveau. Ses gains témoignent de cette endurance, naturellement, puisque le compte en banque de Triptych s'élève à l'équivalent de près de 2,5 millions d'euros. Envoyée aux États-Unis pour y devenir poulinière, la jument est saillie par le grand Mr. Prospector, mais elle trouve la mort accidentellement (percutée par la camionnette du veilleur de nuit) et demeure sans descendance.

### Résumé de carrière
| Date         | Hippodrome      | Pays        | Course                                  | Statut      | Distance    | Jockey          | Place       | Écart       | Vainqueur ou deuxième |
| 1984, 2 ans  | 1984, 2 ans     | 1984, 2 ans | 1984, 2 ans                             | 1984, 2 ans | 1984, 2 ans | 1984, 2 ans     | 1984, 2 ans | 1984, 2 ans | 1984, 2 ans           |
| ------------ | --------------- | ----------- | --------------------------------------- | ----------- | ----------- | --------------- | ----------- | ----------- | --------------------- |
| 18 août      | Deauville       | France      | Prix des Marettes                       | Inédits     | 1 600 m     | A. Lequeux      | 1er / 8     | enc.        | Silvermine            |
| 12 septembre | Longchamp       | France      | Prix d'Aumale                           | Gr. 3       | 1 600 m     | A. Lequeux      | 2e / 7      | nez         | Coup de Folie         |
| 7 octobre    | Longchamp       | France      | Prix Marcel Boussac                     | Gr. 1       | 1 600 m     | A. Lequeux      | 1er / 9     | 4           | Silvermine            |
| 1985, 3 ans  |                 |             |                                         |             |             |                 |             |             |                       |
| 20 avril     | Leopardstown    | Irlande     | 1000 Guineas Trial Stakes               | Gr. 3       | 1 400 m     | C. Roche        | 1er / 9     | 3/4         | Burning Issue         |
| 2 mai        | Newmarket       | Royaume-Uni | 1000 Guineas                            | Gr. 1       | 1 600 m     | C. Roche        | 7e / 17     |             | Oh So Sharp           |
| 18 mai       | Curragh         | Irlande     | Irish 2000 Guineas                      | Gr. 1       | 1 600 m     | C. Roche        | 1er / 16    | 2 ½         | Celestial Bounty      |
| 25 mai       | Curragh         | Irlande     | Irish 1000 Guineas                      | Gr. 1       | 1 600 m     | C. Roche        | 5e / 15     |             | Al Bahathri           |
| 8 juin       | Epsom           | Royaume-Uni | Oaks                                    | Gr. 1       | 2 400 m     | C. Roche        | 2e / 12     | 6           | Oh So Sharp           |
| 29 juin      | Curragh         | Irlande     | Irish Derby                             | Gr. 1       | 2 400 m     | C. Roche        | 5e / 13     |             | Law Society           |
| 20 août      | York            | Royaume-Uni | Benson and Hedges Gold Cup              | Gr. 1       | 2 080 m     | C. Roche        | 3e / 6      | 4 ¾         | Commanche Run         |
| 8 septembre  | Phoenix Park    | Irlande     | Irish Champion Stakes                   | Gr. 1       | 2 000 m     | C. Roche        | 9e / 11     |             | Commanche Run         |
| 20 octobre   | Woodbine        | Canada      | Canadian International Stakes           | Gr. 1       | 2 600 m     | B. Shoemaker    | 3e / 11     | 1/2         | Nassipour             |
| 1986, 4 ans  |                 |             |                                         |             |             |                 |             |             |                       |
| 5 avril      | Longchamp       | France      | Prix Ganay                              | Gr. 1       | 2 100 m     | G. Mossé        | 4e / 10     | 1 ½         | Baillamont            |
| 5 juin       | Epsom           | Royaume-Uni | Coronation Cup                          | Gr. 1       | 2 400 m     | É. Legrix       | 2e / 10     | cte tête    | Saint-Estèphe         |
| 28 juin      | Longchamp       | France      | La Coupe                                | Gr. 3       | 2 400 m     | Y. Saint-Martin | 1er / 6     | cte tête    | Antheus               |
| 5 juillet    | Sandown Park    | Royaume-Uni | Eclipse Stakes                          | Gr. 1       | 2 000 m     | É. Legrix       | 2e / 8      | 4           | Dancing Brave         |
| 26 juillet   | Ascot           | Royaume-Uni | King George VI & Queen Elizabeth II St. | Gr. 1       | 2 400 m     | Y. Saint-Martin | 3e / 9      | 3/4         | Dancing Brave         |
| 19 août      | York            | Royaume-Uni | International Stakes                    | Gr. 1       | 2 080 m     | J. Lead         | 2e / 12     | 3/4         | Shardari              |
| 7 septembre  | Phoenix Park    | Irlande     | Irish Champion Stakes                   | Gr. 1       | 2 000 m     | A. Cordero, Jr. | 3e / 13     | 5           | Park Express          |
| 5 octobre    | Longchamp       | France      | Prix de l'Arc de Triomphe               | Gr. 1       | 2 400 m     | A. Cordero, Jr. | 3e / 15     | 2           | Dancing Brave         |
| 18 octobre   | Newmarket       | Royaume-Uni | Champion Stakes                         | Gr. 1       | 2 000 m     | A.S. Cruz       | 1er / 11    | 3/4         | Celestial Storm       |
| 1er novembre | Santa Anita     | États-Unis  | Breeders' Cup Classic                   | Gr. 1       | 2 000 m     | A.S. Cruz       | 6e / 11     | 8           | Skywalker             |
| 23 novembre  | Tokyo           | Japon       | Japan Cup                               | Gr. 1       | 2 400 m     | A.S. Cruz       | 11e / 14    |             | Jupiter Island        |
| 1987, 5 ans  |                 |             |                                         |             |             |                 |             |             |                       |
| 5 avril      | Longchamp       | France      | Prix Ganay                              | Gr. 1       | 2 100 m     | A.S. Cruz       | 1er / 10    | 3           | Takfa Yahmed          |
| 5 juin       | Epsom           | Royaume-Uni | Coronation Cup                          | Gr. 1       | 2 400 m     | A.S. Cruz       | 1er / 5     | 3/4         | Rakaposhi King        |
| 4 juillet    | Sandown Park    | Royaume-Uni | Eclipse Stakes                          | Gr. 1       | 2 000 m     | A.S. Cruz       | 3e / 8      | 2 ¼         | Mtoto                 |
| 25 juillet   | Ascot           | Royaume-Uni | King George VI & Queen Elizabeth II St. | Gr. 1       | 2 400 m     | A.S. Cruz       | 3e / 9      | 3           | Reference Point       |
| 8 août       | York            | Royaume-Uni | International Stakes                    | Gr. 1       | 2 080 m     | S. Cauthen      | 1er / 10    | 2           | Ascot Knight          |
| 6 septembre  | Phoenix Park    | Irlande     | Irish Champion Stakes                   | Gr. 1       | 2 000 m     | A.S. Cruz       | 1er / 12    | enc.        | Entitled              |
| 4 octobre    | Longchamp       | France      | Prix de l'Arc de Triomphe               | Gr. 1       | 2 400 m     | A.S. Cruz       | 3e / 11     | 5           | Trempolino            |
| 17 octobre   | Newmarket       | Royaume-Uni | Champion Stakes                         | Gr. 1       | 2 000 m     | A.S. Cruz       | 1er / 11    | 2 ½         | Most Welcome          |
| 15 novembre  | Tokyo           | Japon       | Fuji Stakes                             | Gr. 2       | 2 400 m     | A.S. Cruz       | 1er / 9     | 5           | Away Barry Star       |
| 29 novembre  | Tokyo           | Japon       | Japan Cup                               | Gr. 1       | 2 400 m     | A.S. Cruz       | 4e / 14     | 3           | Le Glorieux           |
| 1988, 6 ans  |                 |             |                                         |             |             |                 |             |             |                       |
| 30 avril     | Longchamp       | France      | Prix Ganay                              | Gr. 1       | 2 100 m     | S. Cauthen      | 3e / 5      | 5           | St. Andrews           |
| 2 juin       | Epsom           | Royaume-Uni | Coronation Cup                          | Gr. 1       | 2 400 m     | S. Cauthen      | 1er / 4     | 3/4         | Infamy                |
| 2 juillet    | Sandown Park    | Royaume-Uni | Eclipse Stakes                          | Gr. 1       | 2 000 m     | A.S. Cruz       | 3e / 8      | 3           | Mtoto                 |
| 20 août      | Woodbine        | Canada      | Arlington Million                       | Gr. 1       | 2 400 m     | G. Stevens      | 10e / 14    | 7           | Mill Native           |
| 4 septembre  | Phoenix Park    | Irlande     | Irish Champion Stakes                   | Gr. 1       | 2 000 m     | D. Bœuf         | 3e / 9      | 1 ¾         | Indian Skimmer        |
| 18 septembre | Longchamp       | France      | Prix du Prince d'Orange                 | Gr. 3       | 2 000 m     | F. Head         | 1er / 10    | 3/4         | Masmuda               |
| 2 octobre    | Longchamp       | France      | Prix de l'Arc de Triomphe               | Gr. 1       | 2 400 m     | A. Lequeux      | 13e / 24    | 7           | Tony Bin              |
| 5 novembre   | Churchill Downs | États-Unis  | Breeders' Cup Turf                      | Gr. 1       | 2 400 m     | L. Pincay, Jr.  | 4e / 10     | 11          | Great Communicator    |

## Origines
Difficile de rêver plus beau "papier" que celui de Triptych, née du champion et grand étalon Riverman (auteur également du champion Irish River et des Arc-winners Gold River et Detroit) et d'une jument presque aussi douée qu'elle, Trillion. Élevée par Nelson Bunker Hunt, celle-ci est une sœur de Magravine (Hail To Reason), deuxième d'un Critérium des Pouliches, et surtout de la très influente Doff The Derby, mère entre autres du crack Generous (Caerleon) et de la championne Imagine (Sadler's Wells), elle-même grande reproductrice. Trillion fit une remarquable carrière de courses, s'adjugeant, comme sa fille, le Prix Ganay, mais aussi deux Prix Dollar, le Prix d'Harcourt, le Prix Foy (alors groupe 3), le Prix de Royallieu et le Prix Minerve, et se plaçant dans les Prix de l'Arc de Triomphe, de Diane, Royal Oak. Sacrée jument de l'année sur le gazon aux États-Unis en 1979, elle brilla outre-Atlantique en terminant deuxième de plusieurs groupe 1 (Canadian International Stakes, Turf Classic Invitational Stakes, Washington, D.C. International, Oak Tree Invitational Stakes). Trillion fut décidément une excellente poulinière, puisque, outre son chef-d'œuvre Triptych, elle traça au haras via ses filles, Trevilla et la bonne Barger, et peut se vanter d'être la quatrième mère de l'illustre Trêve. 

La descendance de Trillion : 
- Triptych
- Barger (Riverman) : Prix Vanteaux. 3e Prix Saint-Alary, mère de : 
  - Narrative (Sadler's Wells) : Premio Carlo d'Alessio (Gr.2), Dubai City Of Gold (Gr.3). 2e Grand Prix de Milan. 3e Tattersalls Gold Cup.
  - Baya (Nureyev) : Prix de la Grotte. 2e Prix de Diane, Prix de la Nonette.
  - Bareilly (Lyphard), mère de :
    - Revenue (Cadeaux Genereux) : Richmond Stakes (Gr.2).
- Trevilla (Lyphard), mère de : 
  - Treble (Riverman): Prix Saint-Alary.
  - Trevillari (Riverman), mère de : 
    - Trévise (Anabaa), mère de :
      - Trêve (Motivator) : Prix de l'Arc de Triomphe (deux fois), Prix de Diane, Prix Vermeille, Grand Prix de Saint-Cloud.

### Pedogree
| Origines de Triptych (USA), jument baie née en 1982 | Origines de Triptych (USA), jument baie née en 1982 | Origines de Triptych (USA), jument baie née en 1982 | Origines de Triptych (USA), jument baie née en 1982 |
| --------------------------------------------------- | --------------------------------------------------- | --------------------------------------------------- | --------------------------------------------------- |
| Père Riverman                                       | Never Bend                                          | Nasrullah                                           | Nearco                                              |
| Père Riverman                                       | Never Bend                                          | Nasrullah                                           | Mumtaz Begum                                        |
| Père Riverman                                       | Never Bend                                          | Lalun                                               | Djeddah                                             |
| Père Riverman                                       | Never Bend                                          | Lalun                                               | Be Faithful                                         |
| Père Riverman                                       | River Lady                                          | Prince John                                         | Princequillo                                        |
| Père Riverman                                       | River Lady                                          | Prince John                                         | Not Afraid                                          |
| Père Riverman                                       | River Lady                                          | Nile Lily                                           | Roman                                               |
| Père Riverman                                       | River Lady                                          | Nile Lily                                           | Azalea                                              |
| Mère Trillion                                       | Hail to Reason                                      | Turn-To                                             | Royal Charger                                       |
| Mère Trillion                                       | Hail to Reason                                      | Turn-To                                             | Source Sucrée                                       |
| Mère Trillion                                       | Hail to Reason                                      | Nothirdchance                                       | Blue Swords                                         |
| Mère Trillion                                       | Hail to Reason                                      | Nothirdchance                                       | Galla Colors                                        |
| Mère Trillion                                       | Margarethen                                         | Tulyar                                              | Tehran                                              |
| Mère Trillion                                       | Margarethen                                         | Tulyar                                              | Neocracy                                            |
| Mère Trillion                                       | Margarethen                                         | Russ-Marie                                          | Nasrullah                                           |
| Mère Trillion                                       | Margarethen                                         | Russ-Marie                                          | Marguery (famille 4-n)                              |